# 김혜겸
김혜겸(1985년 1월 5일 ~)은 두산 베어스의 전 야구 선수다. 인창고등학교를 졸업했다. 그리고 이제는 초등학교 서화초의 코치을 맡고 있다

## 같이 보기
- 2005년 두산 베어스 시즌
- 2007년 두산 베어스 시즌